# Parcul Național Kerinci Seblat
Parcul Național Kerinci Seblat este cel mai mare parc național de pe insula Sumatra, Indonezia. Acesta are o suprafață totală de 13.791 km2 și se întinde peste patru provincii: Sumatra de Vest, Jambi, Bengkulu și Sumatra de Sud.

## Geografie

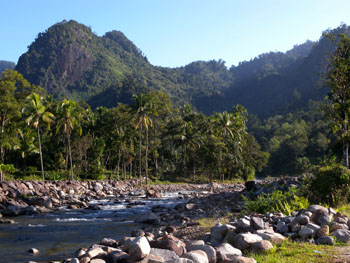
Un râu în Parcul Național Kerinci Seblat

Parcul este situat între coordonatele 1°07'13" lat. S - 3°26'14" lat. S și 100°31'18" long. E - 102°44'01" long. E.
Zona parcului include o mare parte din lanțul muntos Barisan, care formează partea de vest a insulei Sumatra, și include cel mai înalt vârf din Sumatra, Muntele Kerinci (3.805 m), unul dintre vulcanii activi amplasați în parcul național. Acest parc, preponderent montan, conține izvoare fierbinți, râuri montane, peșteri, cascade și cel mai mare lac vulcanic din Asia de Sud-Est, Lacul Gunung Tujuh. Prin parcul național trece Marea Falie din Sumatra, care îl face o zonă de mare interes pentru geologi. Parcul înconjoară complet valea Kerinci, populată de oameni.

## Floră și faună
Parcul găzduiește o diversitate mare de floră și faună. Peste 4.000 de specii de plante au fost identificate până în prezent în zona parcului, inclusiv cea mai mare floare din lume, Rafflesia arnoldi, și planta cu cea mai mare inflorescență neramificată, Amorphophallus titanum.
Fauna include tigri de Sumatra, iar parcul este recunoscut în Global Tiger Initiative ca fiind una dintre cele mai importante 12 arii protejate din lume pentru conservarea tigrilor. Un studiu recent arată că Parcul Național Kerinci Seblat din centrul Sumatrei are cea mai mare populație de tigri de pe insulă, estimată a atinge 165-190 indivizi. De asemenea, a fost dovedit că parcul are cea mai mare rată de ocupare de către tigri a zonelor protejate, cu 83% din suprafața parcului prezentând urme de tigri. În Parcul Național Kerinci Seblat trăiesc mai mulți tigri decât în întregul Nepal, și mai mulți decât în China, Laos, Cambodgia și Vietnam la un loc.
Parcul național găzduiește și alte tipuri de feline mari, mijlocii și mici, precum leopardul de copac (Neofelis nebulosa), pisica marmorată (Pardofelis marmorata), pisica leopard (Prionailurus bengalensis) și pisica asiatică aurie (Catopuma temminckii). Pisicile asiatice aurii pot fi găsite peste tot în parcul național, deoarece se adaptează bine la diferite tipuri de habitat, atât zone împădurite, cât și spații deschise. Un aparat de fotografiat camuflat a capturat o imagine rară a unei femele de pisică asiatică aurie care se deplasează cu un pui în gură.
Alte specii pe cale de dispariție sunt câinele sălbatic de Sumatra, elefantul de Sumatra, leopardul Sunda, tapirul malaez și ursul malaez. În 2008, Uniunea Internațională pentru Conservarea Naturii a adăugat o a doua specie de cerb muntjak în lista faunei din Sumatra odată cu redescoperirea cerbului muntjak de Sumatra, animal care nu fusese observat tocmai de la sfârșitul anilor 1920 și este acum considerat drept o nouă specie și nu subspecie. Parcul oferă adăpost, de asemenea, pentru peste 370 de specii de păsări, inclusiv Carpococcyx viridis, redescoperită în parc în 2002. 17 din cele 20 de specii de păsări endemice insulei viețuiesc aici, parcul fiind astfel de o importanță deosebită pentru ornitologi și entuziaștii de birdwatching.
Populația de rinoceri de Sumatra din parc a fost estimată la aproximativ 500 în 1980, dar, din cauza braconajului, populația din Kerinci Seblat este acum considerată pe cale de disparitie.

## Conservare și amenințări
Arealul parcului a primit statutul de parc național în 1982, fiind format din numeroase zone împădurite și mici rezervații naturale, deși granițele sale au fost legal confirmate abia la sfârșitul anilor 1990.
Împreună cu Bukit Barisan Selatan și Gunung Leuser formează un loc al Patrimoniului Mondial UNESCO sub numele de Patrimoniul Pădurilor Tropicale din Sumatra. Începând cu 2011, UNESCO a inclus acest loc al patrimoniului mondial ca Patrimoniu Mondial în Pericol.
Kerinci Seblat este, de asemenea, recunoscut ca un Loc al Patrimoniului ASEAN.